# Túnel Rio450
El Túnel Rio450, antes conocido como Túnel de la Binaria, es un túnel que atraviesa subterráneamente el barrio de Saúde, en la zona central de la ciudad de Río de Janeiro, Brasil. Con 1,480 metros de longitud, integra la Vía Binaria del Puerto permitiendo la integración de los barrios de Saude y Centro. Recibió el nombre de Rio450 por haber sido inaugurado el día del 450 aniversario de la ciudad de Río.
Fue inaugurado el 1 de marzo del 2015, luego de 3 años y 5 meses de obras. El túnel fue construido en el contexto del Porto Maravilha, una operación urbana que buscó revitalizar la Zona Portuaria de Río de Janeiro. Su función es recoger el tráfico de la rúa Primero de Marzo hacia la Binaria del Puerto. 

## Historia

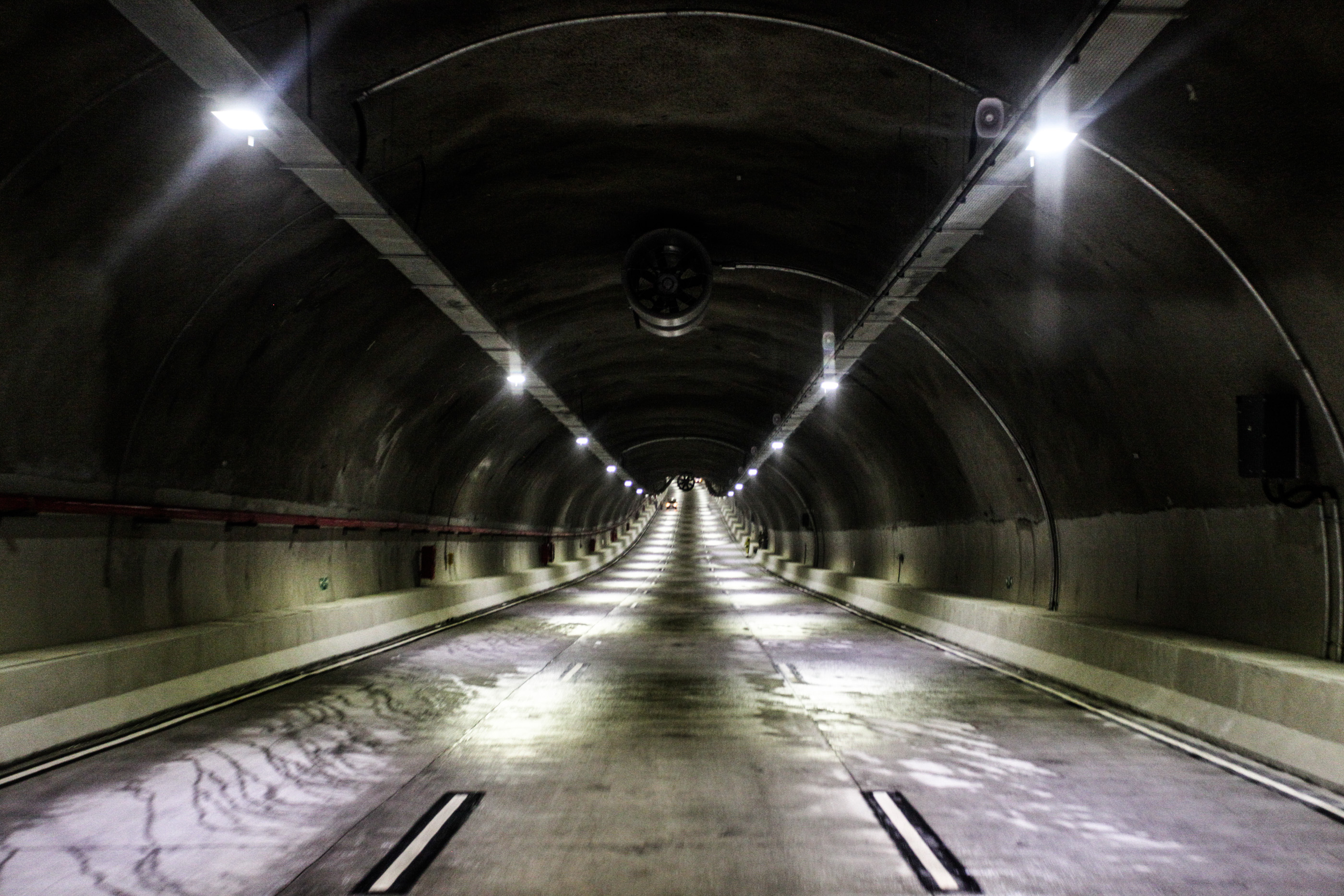
Interior del túnel en foto tomada el día de la inauguración.

Poco tiempo después de asumir el cargo de alcalde de Río, Eduardo Paes planeó en el 2010 demoler parte del Elevado da Perimetral, sustituyéndolo por un túnel subterráneo dentro de las obras del Porto Maravilha. Posteriormente, el 24 de noviembre del 2011, el alcalde anunció que el elevado sería demolido en su totalidad y no sólo un tramo. En ese contexto, el túnel sería construido a fin de recoger el tráfico de la rúa Primero de Marzo y llevarlo hacia la Vía Binaria del Puerto.
El túnel, inicialmente llamado Túnel de la Binaria, comenzó a ser construido el 13 de octubre del 2011. La Vía Binaria del Puerto fue inaugurada el 2 de noviembre del 2013, mientras que el túnel no fue inaugurado por seguir en obras. Un año y cuatro meses después, el 1 de marzo del 2015, el túnel fue inaugurado en una ceremonia que contó con la presencia de la presidente Dilma Rousseff, del gobernador Luiz Fernando Pezão y del alcalde Eduardo Paes. Ese mismo día, un tramo de la Avenida Rodrigues Alves fue cerrado definitivamente al tráfico par ala construcción de un tramo de la Orla Conde.

## Características
El túnel se extiende por cerca de 1,480 metros, entre la rúa Visconde de Inhaúma y la rúa Antônio Lage. Tiene por función recoger el tráfico proveniente de la rúa Primero de Marzo hacia la Vía Binaria del Puerto, siendo fundamental para la unión del  Centro con los barrios de Gamboa y Santo Cristo.
El túnel posee una única galería destinada al tráfico de vehículos con tres carriles en un único sentido hacia el barrio de Gamboa.